# 筋膜炎脂肪織炎症候群
筋膜炎-脂肪織炎症候群（Fasciitis panniculitis syndrome：FPS）は1996年にNaschitzらが提唱した病理組織学的疾患概念で，皮下脂肪組織の葉間結合織、筋膜、筋周囲の炎症性細胞浸潤と膠原線維の増生を特徴とする。1974年にShulmanが高γグロブリン血症と好酸球増多を伴うびまん性筋膜炎としてはじめて報告した古典的な好酸球性筋膜炎はこの中に含まれるが、現在好酸球増多は必須ではないとされている。皮膚硬化やCK値の上昇がある場合は強皮症や多発性筋炎と鑑別を要する。

## 病因
FPSには原因のわからない特発性のものと，続発性のものがある．続発性のもので病因となりうるものは外傷，悪性腫瘍，薬剤によるものなどが考えられている。

## FPSの炎症のメカニズム
熱ショック蛋白やその他のchemoattractantsが皮下脂肪組織でTリンパ球に働き、インターロイキン、インターフェロン等サイトカインが放出され、肥満細胞、好酸球、マクロファージ、Bリンパ球を活性化させ、線維芽細胞の増生とコラーゲン合成，血小板凝集、内皮細胞の異常を誘発する。その結果、中小血管の血栓、線維化肥厚を伴った慢性炎症、線維化、血管炎が起きると推定されている1，2）。

## 症状
Naschitzは臨床症状として一箇所以上の皮膚の腫脹と硬化を認めることが重要だとしている。他にも強皮症様症状（皮下組織の硬化など）や皮膚筋炎様の症状（筋萎縮など）の症状も現れることがあり，鑑別が必要である。

## 検査

### 病理学的検査
病理組織学的所見で皮下脂肪織の葉間結合織と筋膜の慢性炎症と線維化肥厚がみられる1）。

#### MRI
MRIのT2強調画像がびまん性筋膜炎の病変の広がりや治療効果の判定に有用であるとの報告がある3）。組織生検を繰り返し行うことは難しいが、MRIは身体的侵襲がなくFPSの経過や治療効果の判定にも非常に有用と思われる。

## 治療
FPSの治療法は確立していないが、ステロイド、シメチジン、D-ペニシラミン、MTX、クロロキン、アザルフィジン等が報告されている1，4-9）。この中ではシメチジンの有効率が80％と最も高い 4)。

## 関連する書籍
- 困ってるひと（ポプラ文庫）ISBN 978-4591130216

大野更紗はFPSの罹患、闘病記をまとめ、本書を出版した。